# Mini (2014-2023)
La Mini est une automobile de type citadine premium produite par le constructeur automobile germano-britannique Mini. Elle est la quatrième génération de Mini depuis 1959 et la troisième depuis la reprise de la marque par la firme allemande BMW en 2000. Elle est alors une concurrente directe de la DS 3 et de l'Audi A1.
En 2014, faute de place dans l'usine d'Oxford, BMW annonce la délocalisation d'une partie de la production de la Mini à Born chez le fabricant néerlandais VDL NedCar.
En 2018, la Mini est restylée : les optiques adoptent une nouvelle signature lumineuse à LED et les feux arrière se munissent de l'éclairage Union Jack. En 2021, la Mini reçoit un second restylage qui lui apporte une nouvelle face avant.
Des photos publiées sur Internet en décembre 2021 dévoilent en avance la future génération de Mini Cooper S électrique sans camouflage. Ce modèle a été aperçu en Chine, là où il sera désormais partiellement produit. On constate que la partie arrière est entièrement redessinée, même si l'allure de la Mini actuelle est conservée. Quant à l'intérieur, il reçoit un écran central rond qui ressemble à une fine dalle flottante. Toutefois, l'intérieur est encore partiellement camouflé, contrairement à l'extérieur.
En 2021, sur la version Cooper, la déclinaison SE 100 % électrique représente la majorité des ventes de Mini en France, et même 20% des immatriculations du constructeur dans le monde.

## Modèles
La Mini One représente l'entrée de gamme des Mini avec un 1,2 l essence issu de la BMW i8, avec une course plus courte.
L'entrée de gamme Diesel est constituée d'un 1,5 l 3 cylindres turbo.
En ce qui concerne la Mini Cooper, sa cylindrée est de 1,5 l en essence comme en Diesel. Leurs puissances sont respectivement de 136 ch et 116 ch.
Les versions Cooper S et SD sont équipées d'un 2 litres 4 cylindres en ligne, 16 soupapes, d'une puissance de 192 ou 170 ch.
Tous les modèles utilisent la technologie TwinPower Turbo de BMW.
À sa sortie, 4 finitions sont disponibles au catalogue : Base, Salt, Chili et Red Hot Chili.

## Moteur et transmission
Les moteurs EP et HDi issus d'une collaboration avec PSA et présents dans les Mini de la génération précédente sont abandonnés au profit de blocs BMW.
Pour ses moteurs essence, la Cooper 2014 remplace le 4 cylindres atmosphérique 1,6 l de 122 ch (160 N m à 4 250 tr/min) par un nouveau de 3 cylindres turbo à injection directe et distribution variable de 1 499 cm3 de 136 ch ayant un couple de 230 N m à partir de 1 250 tr/min. C'est ce même trois cylindres que l'on retrouve sur la BMW i8 mais survitaminé à 231 ch et un couple de 320 N m.
En abaissant sa masse de 65 kg, les performances sont améliorées, elle passe de 0 à 100 km/h en 7,9 secondes, contre 9,1 secondes pour le modèle précédent. La consommation est annoncée en baisse d’environ 17 % par rapport à l’ancien moteur. Le 1,6 litre turbo 184 ch est quant à lui remplacé par un 2,0 litres turbo de 192 ch que l'on retrouve sur la BMW Série 1.
Le moteur Diesel est équipé d'un turbocompresseur à géométrie de turbine variable et d'une injection directe à rampe commune de 1 600 bars.

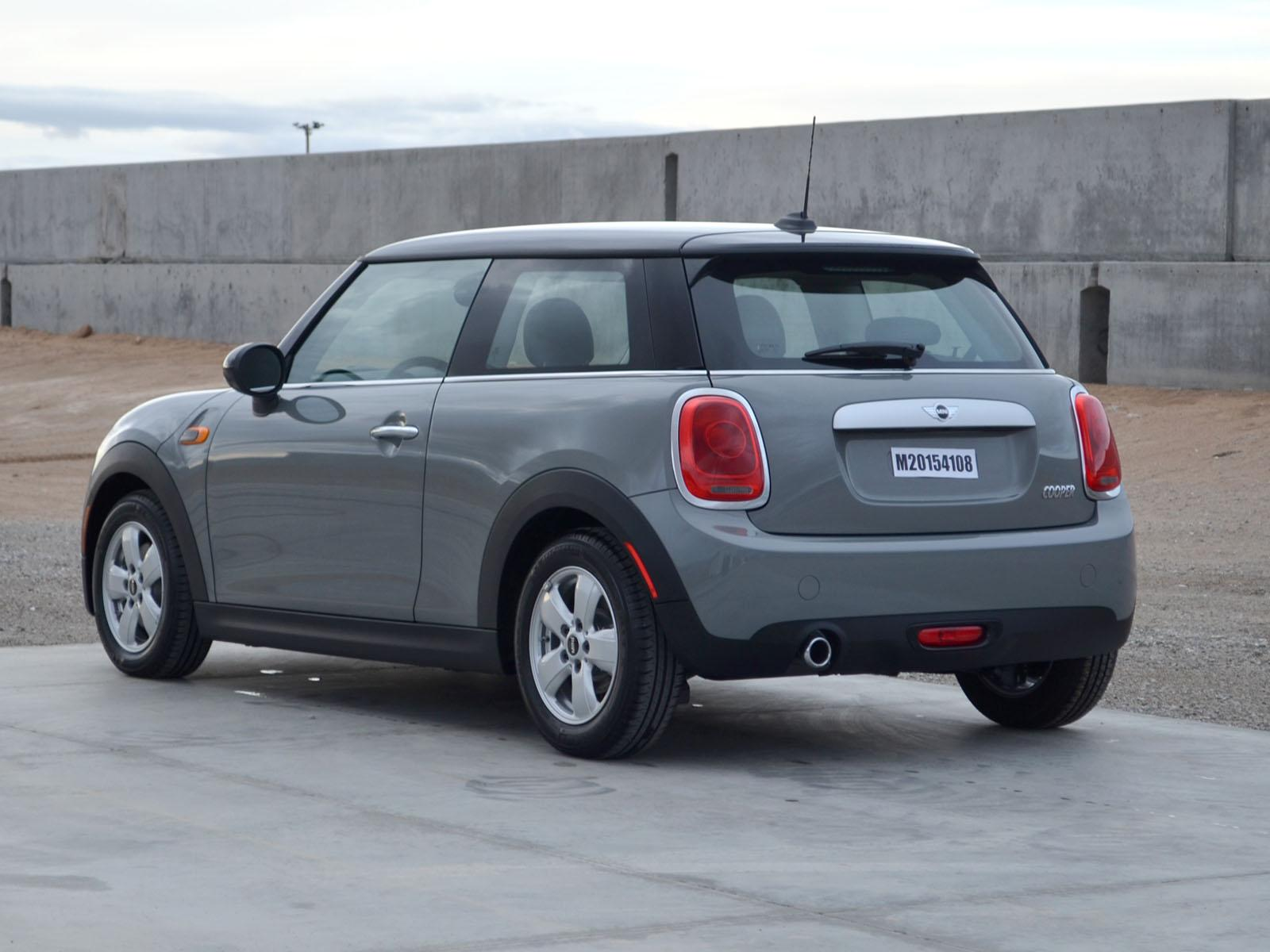
Arrière de la version 3 portes.
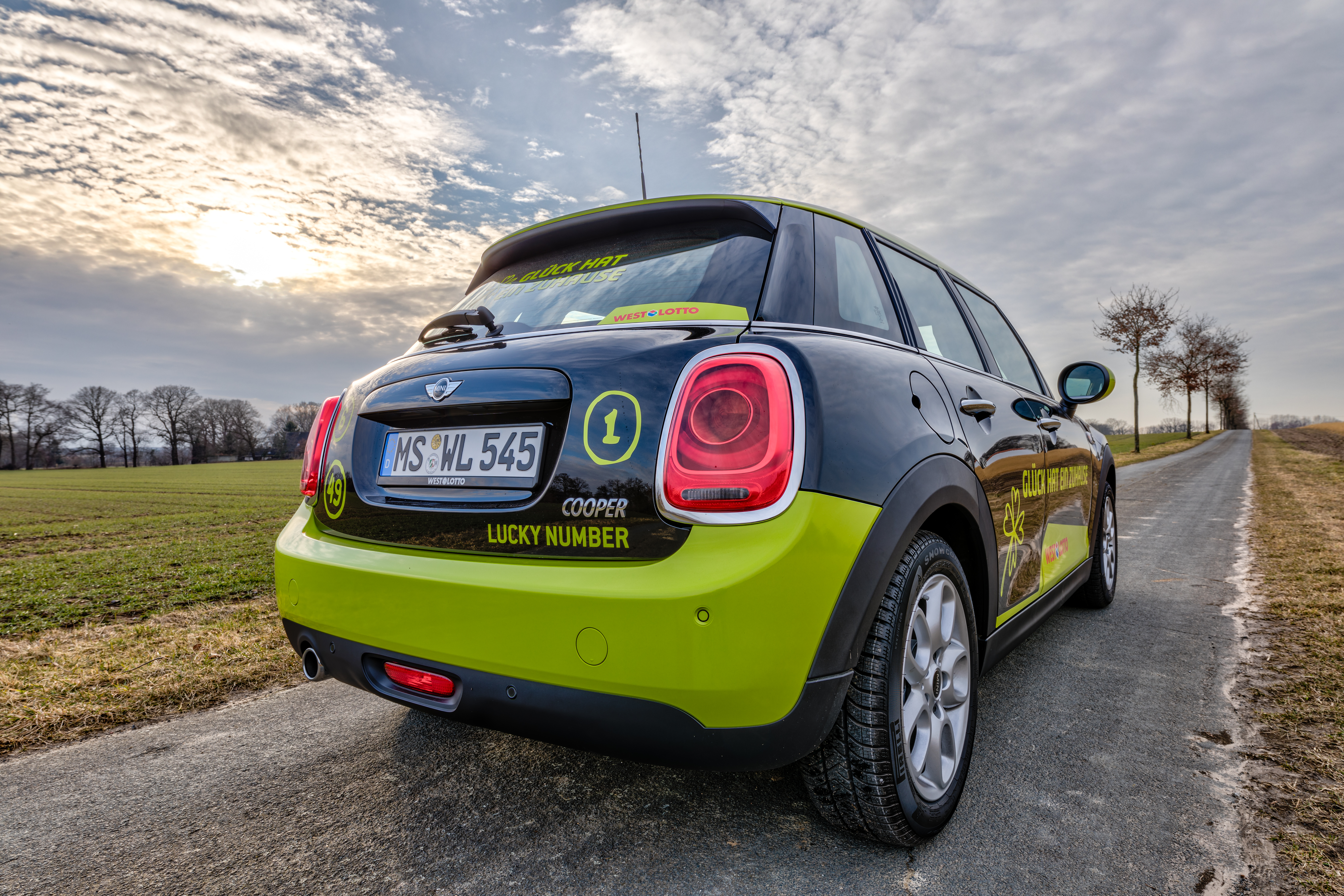
Arrière de la version 5 portes.
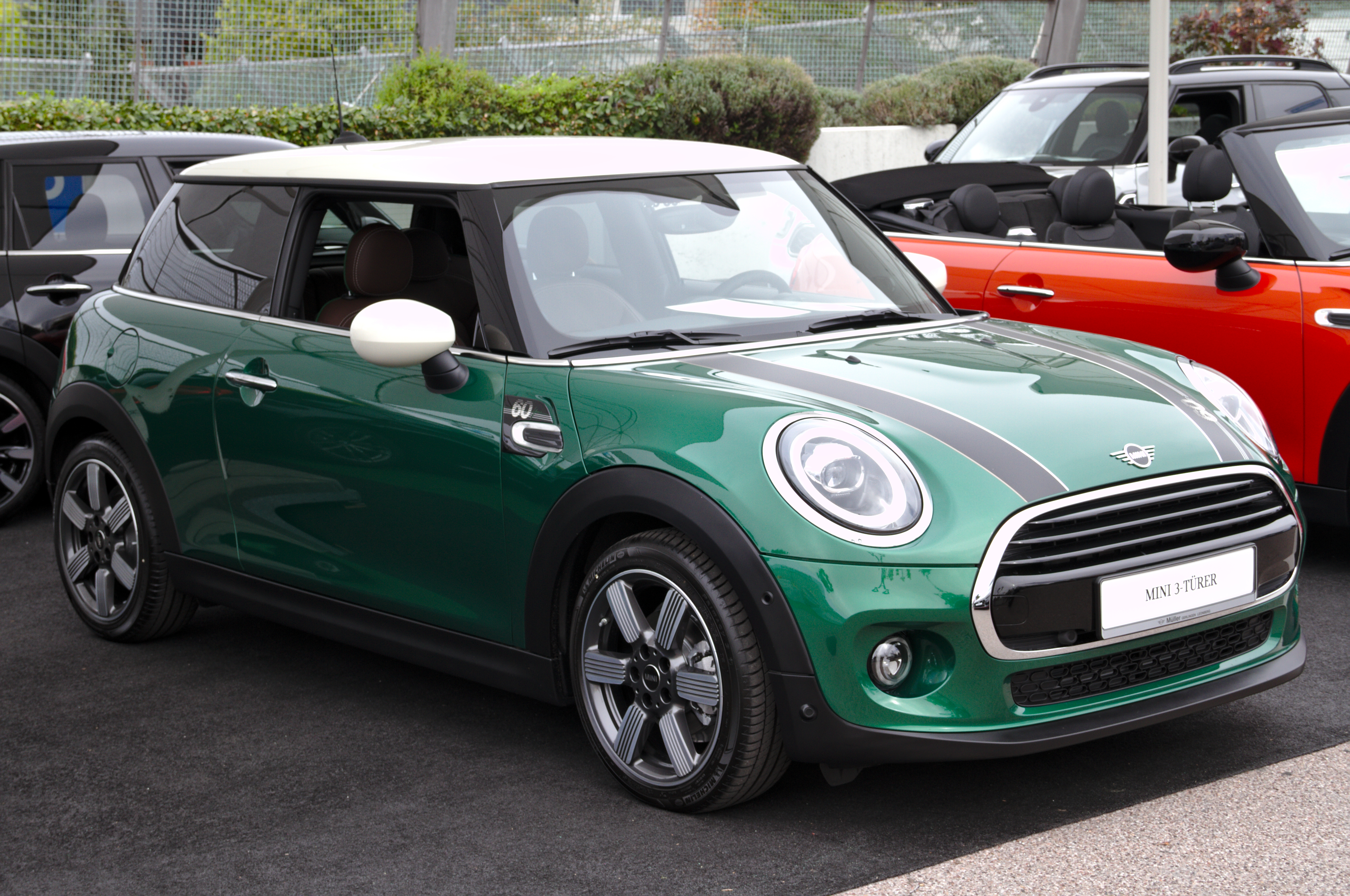
Mini 60 Years Edition.
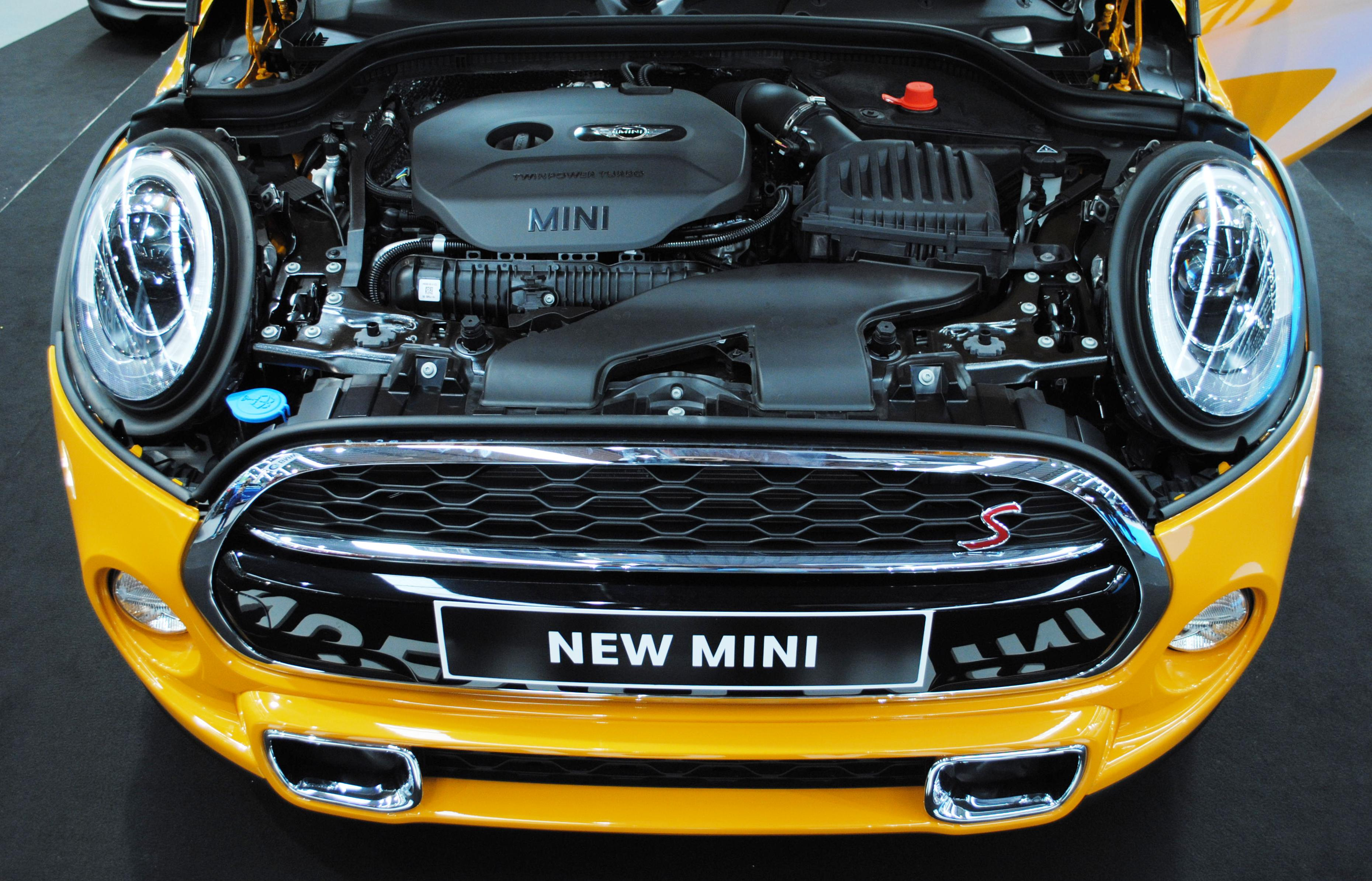

## Finitions
- Classic
- MINI Yours
- John Cooper Works
- Edition Camden

La version électrique dispose d'une gamme légèrement différente :
- Classic
- MINI Yours
- MINI Resolute
- Edition Camden

### Séries spéciales
- Camden
- Edition Resolute
- Blackfriars
- Heddon Street
- Greenwich[10]
- Marylebone
- Shoreditch
- 60 Years Edition[11]
- Sidewalk (uniquement sur le cabriolet)[12]
- Paddy Hopkirk Edition (non disponible en France)[13]
- Anniversary Edition (limitée à 74 exemplaires, 60 MINI Hatch 3 portes et 14 MINI Cabrio)
- Mini Cabrio Seaside (2022) : célèbre les 30 ans de la première Mini cabriolet[14].

## Versions

### One First
Animée par un trois cylindres 1,2 L turbo essence offrant 75 ch pour un couple maximum de 150 N m dès 1 400 tr/min, cette version est la plus accessible financièrement.

### One
Version animée par un 3 cylindres essence de 102 ch.

### One D
Version animée par un moteur Diesel 95 ch.

### Cooper

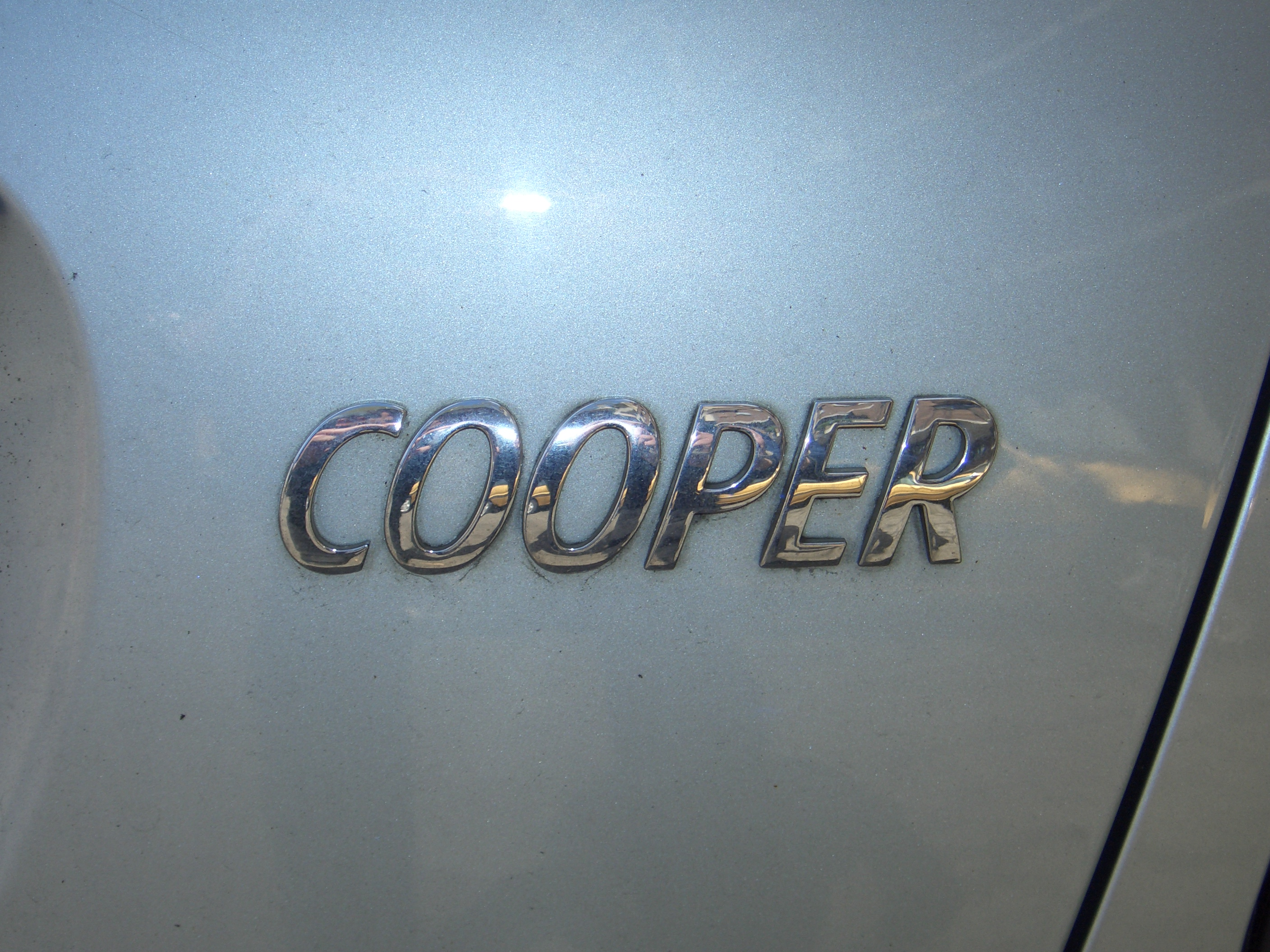

Version animée par un 3 cylindres essence de 136 ch, plus sportive que la One.

### Cooper S
Version animée par un 4 cylindres essence de 192 ch, encore plus sportive que la Cooper. 

### Cooper D
Version animée par un moteur Diesel de 116 ou 150 ch en version MINI Clubman et MINI Countryman,.

### Cooper SD
Cette version est la Mini Diesel la plus puissante de l'histoire. Elle est équipée d'un quatre cylindres Diesel de 170 ou 190 ch en version Clubman ou Countryman. À noter que l'ancienne MINI SD comptait 143 ch, pour 360 N m de couple disponible dès 1 500 tr/min.

### Cooper SE
En juillet 2019, Mini présente la version électrifiée de sa citadine.

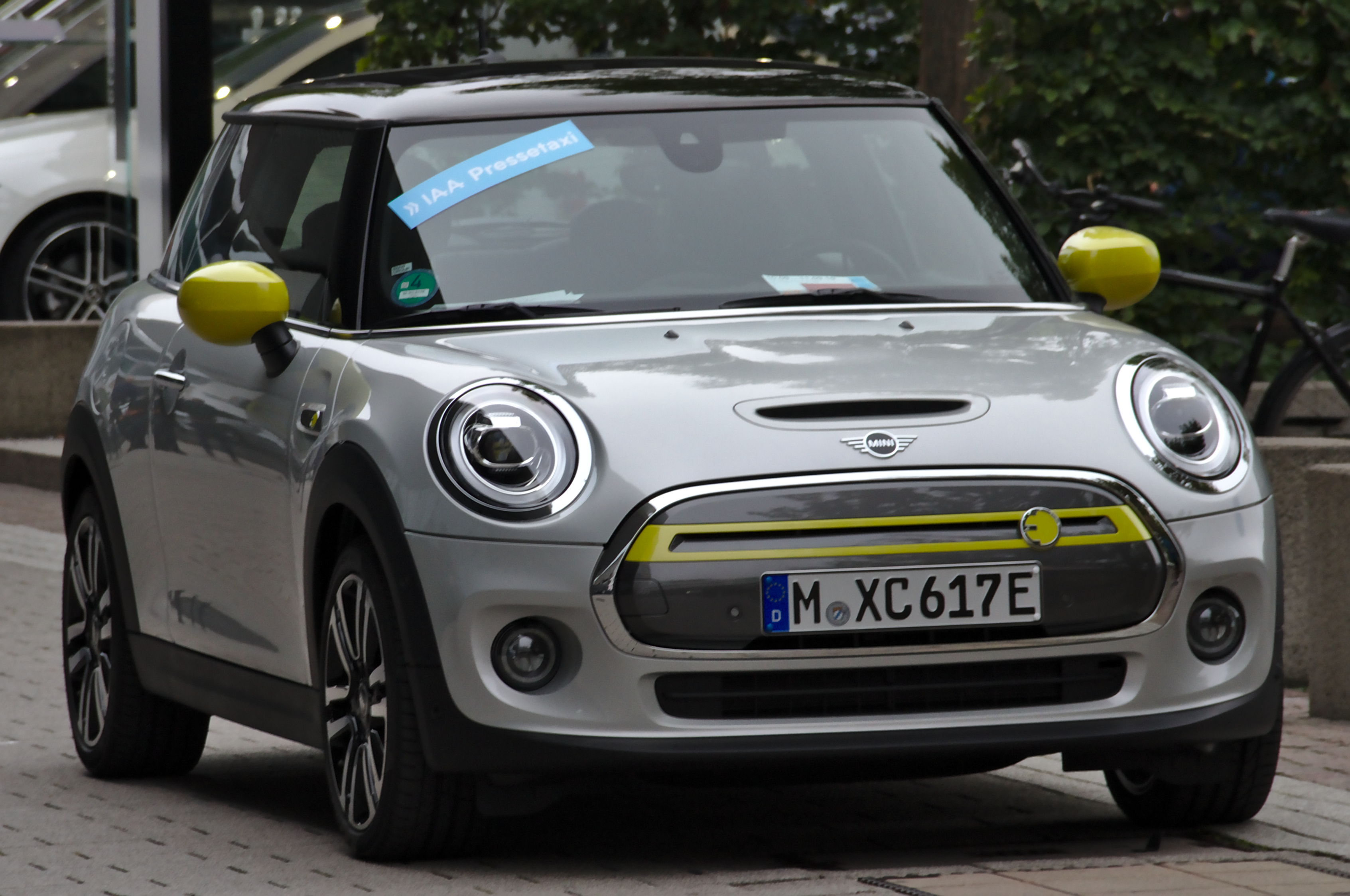
Mini Cooper SE.

Dénommée Cooper SE, elle reprend le groupe motopropulseur de la BMW i3. Il s'agit d'un moteur de 184 ch associé à une batterie de 36,2 kWh. Mini annonce une autonomie de 225 à 234 km en cycle WLTP. Le 0-100 km/h est réalisé en 7,6 s. À l'extérieur, la Cooper SE se distingue de ses sœurs thermiques par l'adoption de badges vert fluo.
À l'intérieur, l'instrumentation à aiguilles est remplacée par un écran. Le frein à main devient électrique. Le coffre n'est pas affecté par l'implantation de la batterie, il garde sa capacité de 211 dm3.
Elle est commercialisée à partir de 32 900 €, hors bonus de 6 000 euros.
999 exemplaires de Mini Cooper SE Cabriolet sont produits à partir de février 2023.

#### Caractéristiques techniques
|                            | Cooper SE           |
| -------------------------- | ------------------- |
| Batterie (en kWh)          | 36,2                |
| Puissance maximale (en ch) | 184                 |
| Couple maximal (en N m)    | 270                 |
| Boîte de vitesses          | Réducteur mécanique |
| Vitesse maximale (en km/h) | 150                 |
| 0-100 km/h (en s)          | 7,6                 |
| Émissions de CO2 (en g/km) | 0                   |
| Masse à vide (kg)          | 1 365               |

### John Cooper Works
La Mini John Cooper Works, cinquième déclinaison sportive de la Mini, arrive en 2015 avec 231 ch et coûte au minimum 31 995 euros. Elle est disponible en 3 portes et en cabriolet.

#### Mini JCW 1to6 Edition
Mini présente le 20 mai 2023 aux 24 Heures du Nürburgring une ultime édition limitée à 999 exemplaires de la Mini John Cooper Works appelée Mini JCW 1to6 Edition, faisant référence aux passages des rapports 1 à 6 sur la grille de levier de vitesse. La JCW 1to6 Edition se distingue aussi esthétiquement, avec notamment des éléments de carrosserie de couleur noire et des jantes 18" exclusives. Elle dispose enfin d'un logo spécifique, rappelé à l'arrière et sur les ouïes latérales.
Cette édition limitée est commercialisée à partir de septembre 2023, dont 65 exemplaires sont réservés pour la France au tarif de 47 000 €.

### John Cooper Works GP
Annoncée début 2019, la Mini John Cooper Works GP est commercialisée en 2020 et produite en une série limitée de 3 000 exemplaires. Elle est préfigurée par la Mini John Cooper Works GP Concept de 2017.
La GP reçoit le 4 cylindres 2 litres poussé à 306 ch, et elle est équipée d'un kit carrosserie composé d'élargisseurs d'ailes, de spoilers avant et arrière spécifiques et d'un immense aileron.

#### Mini John Cooper Works GP Concept
Mini présente au Salon de Francfort 2017 une version conceptuelle de la Mini John Cooper Works, la Mini John Cooper Works GP Concept. Elle se démarque par des éléments en fibre de carbone, un imposant aileron arrière, des ailes élargies, des boucliers spécifiques, des entrées d'air aux ailes arrière, un spoiler avant et des jantes de 19 pouces.

## Mini cabriolet (3egénération type F57)
La quatrième génération de la Mini se décline en cabriolet en 2016, comme la précédente version.
Un prototype de ce cabriolet en version électrique est présenté en 2022, mais ce modèle n'est pas fabriqué en série par Mini. Son autonomie est d'environ 230 km. Ce cabriolet électrique se recharge en 35 minutes sur une borne de 50 kW, ou en 3 h 10 minutes sur une borne de 7,4 kW. Pour février 2023, la Mini Cooper Cabrio se décline dans une version 100 % électrique baptisée Mini Cooper SE Cabrio mais dans une série limitée.
John Cooper Works
Le préparateur John Cooper Works décline la version cabriolet de la Mini après la berline, en 2016. Elle affiche un moteur de 231 ch, comme la Mini coupé.